# 敦白旅客専用線
敦白旅客専用線 (とんはくりょきゃくせんようせん、中国語: 敦白客运专线) は、長琿都市間鉄道・吉琿旅客専用線の敦化駅を出て長白山駅へ至る中国吉林省の高速鉄道である。距離は113キロメートルで、設計速度は時速250キロメートルである。

## 歴史
敦白旅客専用線の建設は2017年8月に開始し、工事は2021年10月29日に完了して、すぐ試用になり、2021年12月24日にオープンした。

## 路線
この路線は既存の敦化駅を起点に南北に走っている。途中、敦化南駅・劉生店駅・永慶駅（永庆站）の3つの中間駅がある。南端は長白山駅である。

## 参照項目
- 長白山の交通